# Katherine Kennicott Davis
Pour les articles homonymes, voir Davis.
Œuvres principales
The Little Drummer Boy
Let All Things Now Living
The Concord Series
Children of Bethlehem
The Drummer
This is Noel
The Unmusical Impresario
Who is Jesus?
Katherine Kennicott Davis (25 juin 1892 - 20 avril 1980) est une enseignante américaine, compositrice de musique classique, pianiste et auteure du célèbre air de Noël The Little Drummer Boy (L'enfant au tambour).

## Vie et carrière
Katherine nait à St. Joseph dans le Missouri, le 25 juin 1892. Elle compose son premier morceau de musique, Shadow March, à l'âge de 15 ans. Elle est diplômée de la St. Joseph High School (en) en 1910 et étudie la musique au Wellesley College dans le Massachusetts. En 1914, elle remporte le prix Billings du collège. Après avoir obtenu son diplôme, elle continue à Wellesley en tant qu'assistante au département de musique, enseignant la théorie musicale et le piano. Parallèlement, elle étudie au New England Conservatory of Music de Boston. Davis étudie également avec Nadia Boulanger à Paris. Elle enseigne la musique à la Concord Academy (en) à Concord dans le Massachusetts et à la Shady Hill School for Girls de Philadelphie en Pennsylvanie.
Elle devient membre de l' ASCAP en 1941 et obtient un doctorat honorifique de la Stetson University (en) à DeLand en Floride. Katherine K. Davis continue à écrire de la musique jusqu'à ce qu'elle tombe malade à l'hiver 1979-1980. Elle meurt le 20 avril 1980, à l'âge de 87 ans, à Littleton dans le Massachusetts. Elle lègue tous ses royalties et produits de ses compositions, qui comprennent des opéras, de la musique chorale, des opérettes pour enfants, des cantates, des pièces pour piano et orgue et des chansons, au Wellesley College's Music Department. Ces fonds sont utilisés pour soutenir l'enseignement des instruments de musique.

## Musique
Parmi les plus de ses 600 compositions, la majorité sont écrites pour les chorales de son école. Elle a participé activement à The Concord Series, un ensemble de musique et de livres en plusieurs volumes à des fins éducatives. De nombreux volumes musicaux sont compilés, arrangés et édités par Davis avec Archibald T. Davison (en), et sont publiés par EC Schirmer à Boston.
Elle compose The Little Drummer Boy (à l'origine intitulé The Carol of the Drum), en 1941. La chanson devient célèbre lorsqu'elle est enregistrée par la chorale de Harry Simeone (en) en 1958 : l'enregistrement atteint le sommet des charts Billboard et Simeone insiste pour obtenir des royalties en tant que co-auteur pour son arrangement de la chanson. Un autre hymne célèbre de Katherine Davis est celui de Thanksgiving Let All Things Now Living qui utilise la mélodie de la chanson folklorique galloise traditionnelle Ash Grove.

## Compositions musicales

### Grandes pièces
- Children of Bethlehem, cantate de Noël pour voix d'enfants, 1973, Broadman Press
- The Drummer, scène de Noël avec musique pour solistes, chœur mixte (soprano, alto, ténor, basse), orgue ou piano et sonnettes, 1966, Mills Music
- This is Noel, cantate de Noël pour chœur mixte, solistes soprano et basse, avec éventuellement hautbois, piano ou orgue, 1935, Remick Music
- The Unmusical Impresario, comédie musicale en un acte, 1956, G. Schirmer
- Who is Jesus?, Cantate de Pâques pour chœur d'enfants, 1974, Broadman Press

### Chants sacrés pour voix et piano ou orgue
- Be Ye Kind, One to Another (Ephesians 4: 32, 31), 1948, Galaxy Music
- Bless the Lord O My Soul (Psalm 103), 1952, Galaxy Music
- Dear Lord and Father, R. D. Row/Carl Fischer
- How Lovely Are Thy Dwellings (Psalm 84 : 1–3), 1952, Galaxy Music
- Raising of Lazarus (John XI: 1,3,4,17,41,42,43,44,25), 1957, Carl Fischer
- Thou Wilt Hear our Prayer, R. D. Row/Carl Fischer
- Treasure in Heaven, R. D. Row/Carl Fisher
- Trust in the Lord (Proverbs 3: 5–6), 1946, Galaxy Music

### Chansons profanes pour voix et piano
- Folk Song Settings, arrangements et textes anglais par Katherine K. Davis, Galaxy Music

1. The Deaf Old Woman (chanson folklorique du Missouri), 1947 [4]
2. He's Gone Away (chanson folklorique de Caroline du Nord), 1947
3. The Soldier (chanson folklorique du Kentucky), 1947
4. Bagpipes (air folklorique hongrois), 1949
5. The Mill Wheel (J'entends le moulin, chanson folklorique québécoise), 1949
6. The Pitcher (chanson folklorique portugaise), 1951

- I Have a Fawn (Thomas Moore), 1966, Galaxy Music
- Nancy Hanks (Rosemary Benét), une chanson sur Nancy Lincoln, 1941, Galaxy Music

### Œuvres chorales originales
- Alleluia, viens, come, good people, paroles de John Crowley, pour chœur mixte a cappella, 1941, Galaxy Music
- The Birds' Noël (chant de Noël), pour chœur mixte et clavier, 1965, Galliard / Galaxy Music
- In the Bleak Midwinter, paroles de Christina Rossetti, pour deux sopranos et une alto a cappella, 1933, EC Schirmer
- The Little Drummer Boy (avec Harry Simeone et Henry Onorati), pour clavier et chœur soprano, alto ou soprano, alto, ténor et basse, 1958, Shawnee Press
- Our God is a Rock, pour chœur mixte et clavier, 1949, CC Birchard
- Seasonal Anthems pour chœurs d'adolescents (7 œuvres originales et 3 arrangements), chœur d'enfants en deux parties et clavier, 1963, BF Wood Music
- Shepherds, Awake !, pour chœur mixte a cappella, 1938, Remick Music
- Sing Gloria, texte de John Crowley, pour chœur mixe, duo soprano, alto et clavier, 1952, Remick Music

### Œuvres instrumentales originales
- Hornpipe, pour piano solo, 1956, J. Fischer and Bros.

### The Concord Series
- The Concord piano books, 4 volumes, 1925–1927, nos 600–602, 604
- Cinderella, une opérette folklorique en trois actes sans dialogue parlé, 1933, n° 616
- Songs of freedom, pour chant à l'unisson et à deux voix (avec Archibald T. Davison et Frederic W.Kempf), 1942, n ° 621

### Arrangements d'œuvres d'autres compositeurs
- Bois épais (air d'Amadis de Jean-Baptiste Lully), pour voix et piano, 1956, Galaxy Music
- Chœurs (avec Channing Lefebre) dans For us a child is born (Uns ist ein Kind geboren), de Johann Kuhnau, attribuée à Jean-Sébastien Bach, cantate pour deux soprano et une alto, soprano et alto solo, et clavier, 1951, Galaxy Music
- God is Life (Gott lebet noch de Bach), pour voix et piano ou orgue, 1955, Galaxy Music
- Sheep may safely graze (Bach), pour chœur mixtes et piano, 1942, Galliard / Galaxy Music

### Autres éditions et arrangements
- As it fell upon a night (chant de Noël traditionnel), pour chœur mixte, descente de soprano et piano, 1942, Galaxy Music
- Awake, Thou Wintry Earth (chant hollandais du XVIIe siècle, paroles de Thomas Blackburn), 1936, EC Schirmer
- The Belfry book, pour chant à l'unisson et à deux voix, 1943, Remick Music
- The Belfry book of Christmas carols, pour deux soprano et une alto a cappella, 1958, Remick Music
- The Bow Street book, chansons folkloriques à deux voix pour soprano, alto et baryton, 1951, Birchard Music
- Carol of the Drum, chant tchèque, pour chœur mixte, 1941, BF Wood Music Company
- Early American anthem book, airs d'hymnes et versets de la période coloniale dans de nouveaux décors, 1975, Galaxy Music
- Four Elizabethan madrigals, pour quatuor à cordes ou ensemble instrumental, éd. avec Hazel Weems, 1962, G. Schirmer
- The Galaxy junior chorus book, chansons folkloriques à deux voix, 1945, Galaxy Music
- The Green Hill, pour chœur d'adolescents et duo (soprano et alto), 1938, EC Schirmer
- The Green Hill, musique sacrée à trois voix (deux soprano, une alto), 1940, EC Schirmer
- Let all mortal flesh keep silence (chant français), pour piano et chœur soprano, alto et basse, 1941, BF Wood Music
- Let All Things Now Living, chant gallois, paroles de John Crowley, pour chœur mixte avec descendant, 1939, EC Schirmer [5]
- O God, our help in ages past (hymne de Sainte-Anne, paroles d'Isaac Watts ), pour chœur mixte et clavier, 1941, Boston Music
- Prayer of Thanksgiving (chanson folklorique néerlandaise), pour chœur mixte a cappella, 1936, EC Schirmer
- Sing Unto the Lord, vingt airs sacrés pour voix moyenne et piano ou orgue, avec Nancy Loring, 1948, Carl Fisher
- Thou who wast God (hymne du psautier genevois ), pour deux soprano, une alto et clavier, 1960, Galaxy Music